# XHPTP-TV

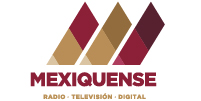

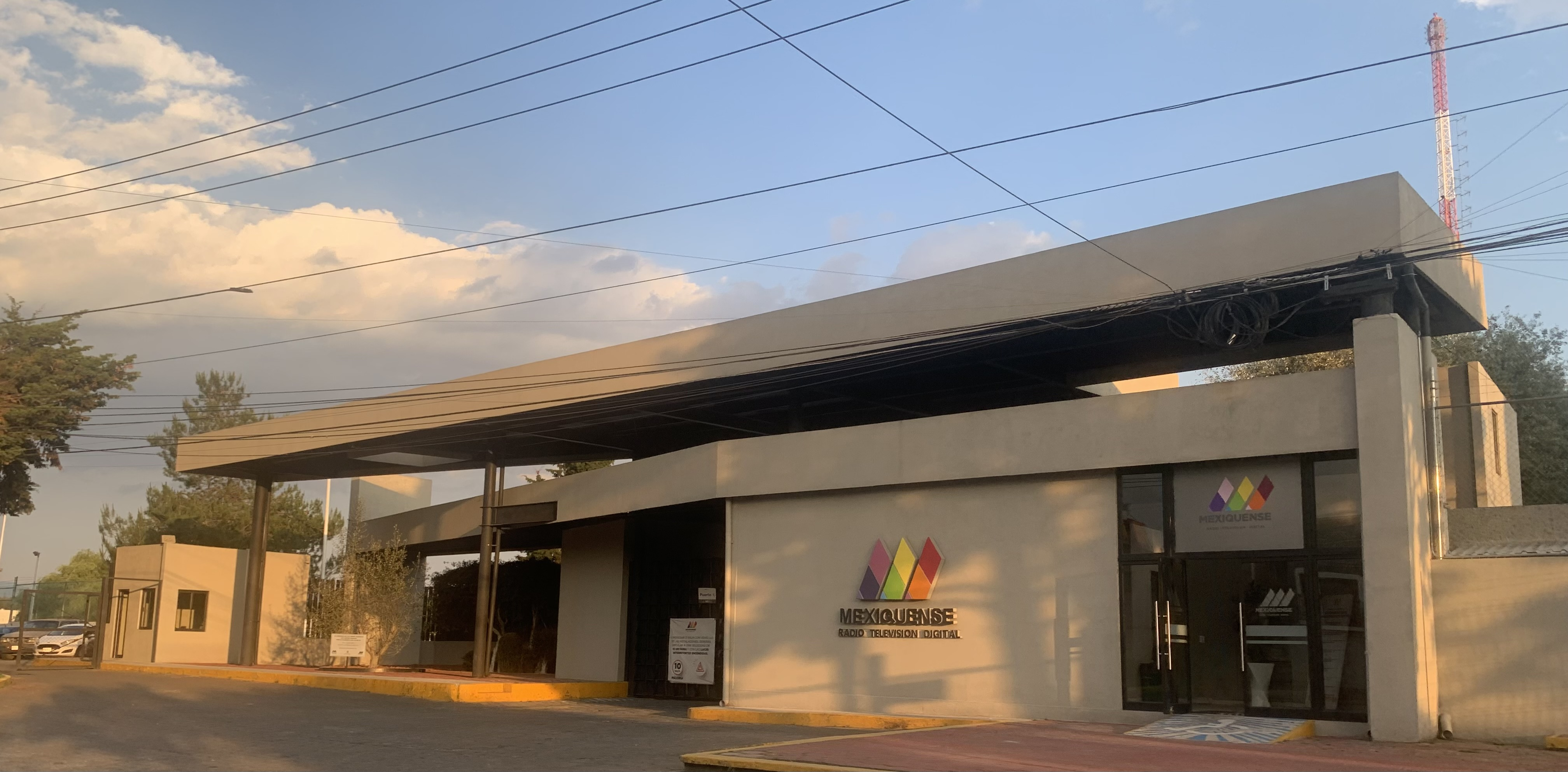

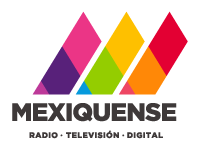

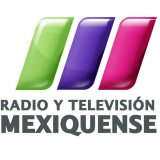

Mexiquense TV (XHPTP-TV, Canal 34) est une chaîne de télévision régionale publique de l'État de Mexico au Mexique.